# ستلوتسا لوكا
ستلوتسا لوكا (بالرومانية: Steluța Luca)‏ مواليد 20 أبريل 1975 في رومانيا، هي لاعبة كرة يد رومانية معتزلة تحولت إلى التدريب بعد الاعتزال. مثلت منتخب رومانيا لكرة اليد للسيدات. شاركت في دورة الألعاب الأولمبية الصيفية سنة 2008. حققت المركز الثاني في بطولة العالم لكرة اليد للسيدات 2005.

## سجل المنافسة
شاركت في البطولات التالية:
- بطولة العالم لكرة اليد للسيدات 2005
- بطولة العالم لكرة اليد للسيدات 2007

## الميداليات
| الميدالية | المسابقة                            |
| --------- | ----------------------------------- |
| فضية      | بطولة العالم لكرة اليد للسيدات 2005 |

## روابط خارجية
- ستلوتسا لوكا على موقع الاتحاد الأوروبي لكرة اليد (الإنجليزية)
- ستلوتسا لوكا على موقع أوليمبيديا (الإنجليزية)